# Mariela Alcalá
Mariela del Carmen Alcalá Prieguez (Caracas, 12 de abril de 1964) es una actriz y cantante venezolana.

## Vida personal
Mariela es la menor de 4 hermanos, Korina, Jackson y Julio. Mariela se ha casado 2 veces. Su primer marido, Nelson Ortega, es el director de la academia de interpretación donde Mariela estudió y 18 años mayor que ella. Se casaron el 30 de julio de 1985 en Caracas. De esa unión han tenido 2 hijos: Mariely, nacida en 1988 y José Nelson, nacido en 1990. La pareja se separó en 1997.
Su segundo marido es el productor argentino Rodolfo Hoppe con quien Mariela coincidió en las telenovelas Leonela y Luz María. La pareja se casó el 28 de noviembre de 1998 y tiene un hijo, Gerardo José, nacido en el año 2000 en Perú.

## Vida profesional
Mariela inició su carrera como actriz en 1982 con la telenovela venezolana "La Bruja" de la productora Venevisión. Posteriormente actuó en "Julia" de 1984 por Venevisión. 
En 1984 actuó en "La dueña" de VTV. En 1985 realizó un papel secundario en la famosa telenovela "Cristal" de RCTV. En la misma productora realizaría otras telenovelas donde realizó el papel protagonista como "Selva María", "La intrusa" y "Rubí rebelde". 
También ha trabajado en países como Argentina, Perú, España y más recientemente en Ecuador. 
En su faceta musical, grabó un disco para la telenovela Rubí rebelde, con temas musicales como "A menos que tú" y "Ya no más", entre 1989 y 1990.
Triunfó en España gracias a las telenovelas "Cristal", "Rubi" y "La Loba Herida". Por su personaje de Inocencia en "Cristal" consiguió que muchas españolas acudieran a revisiones médicas para prevenir el cáncer, fue la mejor campaña de prevención contra el cáncer hecha en España.

## Filmografía

### Telenovelas
- Ana Cristina (2011), ATV (Perú) .... Soledad Pinto / Eva Stuart
- Yo vendo unos Ojos negros (2004), Ecuavisa (Ecuador) .... Mónica Farrow
- Luz María (1998-1999), América Producciones (Perú) .... Mirtha Valdez
- Leonela, muriendo de amor (1997), América Producciones (Perú) .... María Nieves de Martínez
- La hija del presidente (1994), Marte TV y Televen (Venezuela) Yura Sacramento Camacho / Alma
- La Loba herida (1992), Marte TV (Venezuela) y Telecinco (España) .... Roxana Soler
- Inolvidable (1992), Canal 13 (Argentina) .... Rebeca
- Rubí rebelde (1989), RCTV (Venezuela) .... Rubí Gonzalez Castro Figueredo
- Selva María (1987-1988), RCTV (Venezuela) .... Selva María Altamirano
- La intrusa (1986-1987), RCTV (Venezuela) .... Virginia Rojas / Estrella de Rossi
- Cristal (1985-1986), RCTV (Venezuela) .... Inocencia Pérez
- La dueña (1984-1985), VTV (Venezuela) .... María Eugenia Tellez
- Julia (1984), Venevisión (Venezuela) .... Andrea
- La venganza (1983), Venevisión (Venezuela) .... Lilian
- La Bruja (1982), Venevisión (Venezuela)
- La heredera (1982), Venevisión (Venezuela) .... Lolita
- Ligia Elena (1982), Venevisión (Venezuela)

### Cine
- Retazos de vida (2008), Film Factory (Ecuador).... Silvia Alcalá
- La hija de Juana Crespo  (2007), película RCTV (Venezuela) .... Juana Crespo

### Otros trabajos
- Casado con mi hermano (1992), serie Panamericana Televisión (Perú) .... Bertha
- La Sayona 2 (1991), unitario Marte TV (Venezuela) .... La Sayona
- Esposa Alquilada (1991), unitario Venevisión (Venezuela) .... Rosa Pérez
- El espectro de la rosa (1984), unitario RCTV (Venezuela) ....  Rosa Polanco

## Contacto
https://twitter.com/alcalamariela?lang=es
http://www.imdb.com/name/nm0017156/ Mariela Alcalá - IMDb